# Lamini
Los auquénidos (tribu Lamini), también conocidos como pipis o lamoides, son camélidos nativos de Sudamérica. El término auquénido proviene del antiguo género Auchenia, que a su vez se deriva del griego antiguo αὐχήν (aujén, 'cuello'). Esta tribu comprende dos géneros, Lama y Vicugna, y cuatro especies exclusivas de América del Sur: dos salvajes, el guanaco y la vicuña, y dos domesticadas: la alpaca y la llama. Todas las especies pueden cruzarse entre sí y generar descendencia fértil. A diferencia de los camellos, los auquénidos se distinguen por su cuello largo y delgado, un sistema digestivo capaz de procesar ciertas toxinasy la ausencia de vesícula biliar. Además, carecen de dimorfismo sexual, por lo que machos y hembras son prácticamente indistinguibles sin una evaluación detallada de sus aparatos reproductores. 

## Término auquénido
Proviene de  Auchenia, género hoy en desuso creado por Carl Peter Thunberg para clasificar a los camélidos del continente americano: alpaca, guanaco, llama y vicuña, a los que Linneo había clasificado como Camelus junto con los camélidos del Viejo Mundo. 
Sin embargo, esta clasificación nunca contó con gran aceptación, y en 1800 Cuvier fijó el criterio que se utilizaría hasta época reciente, trasladando las vicuñas al género monotípico Vicugna y las restantes tres especies al género Lama. Algunas fuentes, como la edición de 1911 de la Encyclopædia Britannica, continuaron utilizando el nombre Auchenia, aunque de acuerdo con el Código Internacional de Nomenclatura Zoológica ya no es considerado válido. La bibliografía del siglo XIX hasta mediados del XX usaron el término Auchenia, incluyendo a las especies fósiles. Con el advenimiento del análisis de ADN se descubrió que las alpacas están más cercanamente emparentadas con las vicuñas y se les reubicó de Lama pacos a Vicugna pacos. Finalmente se reconoce, tal como lo propuso Thunberg, que estos camélidos forman un grupo definido compuesto de dos géneros (Lama y Vicugna) con sus características propias y diferente de los camélidos del Viejo Mundo.
Su forma hispanizada es auquénido, término que se intentó desterrar y cambiarlo por "camélidos americanos" (o sudamericanos) debido a que se consideró en ese momento que no era un taxón monofilético y por tanto no válido; sin embargo y a pesar de esto, ambas denominaciones se usan actualmente con frecuencia en muchos textos. Ahora que se ha demostrado que este grupo sí es monofilético, es probable que el término auquénido tenga mayor libertad de uso en el futuro.

## Características
Alpaca (Vicugna pacos)este camélido doméstico pesa 50 a 55 kg y su altura a la cruz es de 0,94 a 1,04 m. Ha sido seleccionada solamente para la producción de fibra, la cual es muy utilizada. Es un animal un poco más grande que la vicuña. Es un animal típico de la Puna húmeda del Perú, Bolivia y Chile y en el noroeste de Argentina, país en que casi había desaparecido y que lentamente la está repoblando con acciones del Instituto Nacional de Tecnología Agropecuaria. En 2005, hay grandes grupos en los Estados Unidos, Australia y Nueva Zelanda, su población mundial se estima en 3.5 millones. Su fibra mide entre 18 y 25 micrómetros de diámetro. De las especies de camélidos domésticos, esta es la que cuenta con una fibra más fina alcanzando en el mercado internacional valores de hasta U$ 400 por kg.
Guanaco (Lama guanicoe)es un camélido silvestre. Su altura a la cruz es de 1 a 1,2 m y, si se incluye la cabeza, entre 1,8 y 1,9 m. Pesa aproximadamente el doble que las vicuñas, unos 100 kg, con algunos individuos hasta 140 kg. Su pelaje es más largo que el de la vicuña pero más corto respecto que el de la alpaca, también de excelente calidad y de color rojizo en los guanacos sureños del Perú. El diámetro de la fibra oscila entre 16 y 18 micrómetros. Una característica de los guanacos es que tienen la cabeza oscura y la parte ventral y las patas de color más blanquecina. El guanaco norteño es el antecesor de la llama. La presencia de guanacos en la Argentina es muy amplia ya que posee el 90% de todos los guanacos del mundo, distribuyéndose ampliamente desde  el extremo sur de la Patagonia hasta el Altiplano del norte argentino. En América del Sur, habita también Bolivia, Chile, Paraguay, y el Perú.
Llama (Lama glama)este camélido doméstico es el de mayor tamaño de los que habitan en América del Sur; pesa de 130 a 150 kg y su altura a la cruz es de 1,09 a 1,2 m. Las llamas no constituyen una especie natural, ya que han sido «creadas» por los antiguos pobladores altiplánicos, a partir de la domesticación de guanacos hace aproximadamente 5000 años. Su distribución geográfica ha sido muy variable en el tiempo según se extendía el Imperio inca y el comercio de otras etnias con él, por lo que hay o ha habido poblaciones de llamas en Colombia, Ecuador, Perú, Bolivia, Chile, y Argentina. Actualmente, existen muchos rebaños de llamas en los Estados Unidos, Europa, Japón y Nueva Zelanda. Además, existen distintas razas de llamas. El color y largo de su pelaje es variable, dependiendo de la raza a la que pertenecen. El diámetro de la fibra oscila entre 20 y 80 micrómetros, dependiendo si son productoras de fibras o de carga.
Vicuña (Vicugna vicugna)es un animal silvestre y constituye la especie de camélido más pequeña. Puede tener una altura a la cruz de 0,75 a 1 m, pesando entre 40 y 60 kg. Su pelaje, de color beige o «vicuña», está compuesto por la fibra animal más fina del mundo (diámetro de la fibra: entre 11 y 14 micrómetros). Es blanquecino en la zona ventral e interior de las patas. La especie se distingue por tener dientes incisivos de crecimiento continuo (como los roedores). La vicuña habita —siempre a más de 3200 m s. n. m.— en zonas altiplánicas de: Argentina, Bolivia, Chile, Perú, y Ecuador.

## Los auquénidos y las comunidades andinas y altiplánicas
Los camélidos han sido utilizados por el hombre a lo largo de generaciones. Las llamas y alpacas fueron creadas mediante domesticación hace más de 5000 años y fueron muy importantes en la historia de las culturas precolombinas peruanas. En la actualidad, hay más de 1400 comunidades campesinas que viven en esta región involucradas en la crianza de estas especies. Estas especies proporcionan carne, cuero y lana.
Los camélidos sudamericanos han sido declarados productos bandera del Perú. El Perú posee el 90 % de la población mundial de alpacas, el 82% de la de vicuñas y el 26% de la de llamas.

### Los camélidos silvestres y los Incas
Tanto los guanacos como las vicuñas han estado ligados a las antiguas poblaciones humanas que habitaban en la Puna del Perú, y fueron valoradas durante el Imperio Inca.
Los incas tenían reglas sobre la explotación de estos animales que eran capturados por medio de chakus cada tres o cuatro años. A muchos se los dejaba ir, a otros se los esquilaba y a algunos machos se los mataba aprovechando su cuero y su carne. Fuera de los chakus estaba prohibida la caza de la vicuña.
Con la fibra de la vicuña se tejían telas livianas llamadas Kumpi que eran usadas por la realeza inca y cuya confección y cuidado estaba a cargo de las Vírgenes del Sol. Tan preciadas eran estas telas que existían funcionarios dedicados a su control y almacenamiento y se "sacrificaban" telas, incinerándolas para los dioses.
Aún en la actualidad, los pueblos puneños del sureste peruano, conservan una estrecha relación mística con los animales. Para ellos, los animales son Salqa o silvestres y Uywa o domésticos. los salqa son criados por las divinidades en la misma forma que los uywa son criados por los pastores. Para los Apus o divinidades de las montañas, los zorros equivalen, a los perros, los pumas son gatos, y las vicuñas son alpacas. Por eso está penado en muchas culturas andinas peruanas, atentar contra las vicuñas, ya que tienen dueño, y, por tanto, el cazador puede ser castigado como si un pastor le robara alpacas a otro pastor.

### Fibras de camélidos
Las fibras de la alpaca y de la vicuña están consideradas entre las más finas del mundo. En Sudamérica el comercio y distribución de las fibras de camélidos está fuertemente asociado a tradiciones culturales y religiosas. En Abra Pampa (Jujuy, Argentina), durante los días de Semana Santa, se realiza la Manca Fiesta. Una celebración en la que se mezcla la actividad de venta y trueque de materias primas y productos elaborados, con la Resurrección de Cristo y las comparsas, y la chicha y la coca con las velas y los rezos. Estas fiestas suelen durar varios días en los que familias enteras traen su producción para venderla en el mercado, es uno de los pocos momentos en que los pobladores reciben dinero en efectivo, aunque la mayoría realiza trueque.
Mientras que en Europa, EE. UU. y Australia, los precios que alcanzan los reproductores son siderales están muy por encima de los valores de transacción en Sudamérica. Por ejemplo, el macho campeón en la feria de Antofagasta de la Sierra se vendía a 180 dólares en Catamarca, mientras que una pareja de llamas de buena calidad puede costar alrededor de 15 000 dólares en EE. UU. y un macho de alpaca suri llegó a venderse en 70 000 dólares.

### Bezoares
Los cálculos intestinales (egagrophilo) llamados por los españoles, piedras bezoares, comunes a todos los auquénidos, pero en especial a las vicuñas, poseen propiedades medicinales. Por esta causa fueron muy preciadas y exportadas a España como objetos de gran valor.
Los bezoares o bezoares son concreciones de sales inorgánicas, generalmente alcalinas, alrededor de un cuerpo extraño cualquiera, a menudo un pequeño pelotón de pelo que se introduce al estómago y al intestino debido a la costumbre que tienen ciertos animales de lamerse. La formación de estos pelotones es más frecuente durante la época en que pelechan. Los bezoares son, por lo general porosos y absorbentes, formados en gran parte de carbonatos de magnesia y fosfatos de cal. Son ávidos de las sustancias ácidas y por tanto eran muy usados como antídotos para las mordeduras de las serpientes, avispas etc., y una vez molidos eran usados como contraveneno en ciertos casos de intoxicación. Mucha gente los dotaba de virtudes mayores y los llevaban en su persona como amuletos contra toda clase de hechicerías.
Para las mordeduras de las serpientes y las picaduras de insectos venenosos, los bezoares se aplicaban enteros después de hacer una pequeña incisión en la parte herida; pero para el uso interno se pulverizaban. Ellos veían en ellas la sustancia vital de la tierra y las consideraban como formadas por una afinidad natural de la vida elemental con la vida animal en el interior del ser viviente.
Por esto es que los polvos de la piedra bezoar eran en aquellas regiones uno de los agentes más poderosos de la terapéutica popular: pasaban por eficacísimos, contra los maleficios, contra las fiebres gástricas y sobre todo contra el veneno. 
Le daban a estas piedras un nombre que muestra la extensión de sus conocimientos físicos; la llamaban la sustancia etérea, la luz, la materia cósmica Illas.
El hecho de criar en sus intestinos las piedras bezoares, fue otra de las causas que motivaron la rápida disminución de los auquénidos, después de la ocupación española. Fueron cazados sin interrupción, hasta que terminaron por refugiarse en las regiones más escarpadas de la alta cordillera. Las que fueron especialmente buscadas eran las vicuñas, por considerarse los cálculos producidos por este animal, superiores y más valiosos que los demás. Como eran más fáciles de cazar que los guanacos por la diferencia de sus costumbres, desaparecieron en muchas zonas donde antes eran abundantes.

### La carne de camélidos
Los pueblos andinos ante la necesidad de conservar la carne de consumo de camélidos domésticos (llamas y alpacas), desarrollaron una técnica de deshidratación utilizando los rayos del sol y la sal. Ello dio origen al conocido charqui.
Este tipo de carne tiene muchas ventajas desde el punto de vista nutricional. Estudios realizados destacan el bajo porcentaje de grasas que tiene la carne de camélido doméstico (4,8 %), por lo que es muy adecuado en dietas para personas con afecciones cardíacas o que siguen un régimen bajo en grasas. Pero además el nivel de grasas disminuye en el charqui que tiene 2,1 %
El contenido de proteínas de los distintos charquis es, el charqui de camélido tiene 74,1 % contra 67 % del charqui de bovino; de humedad, el charqui de camélido, 1,2 % contra 20 % del charqui de bovino; lípidos, 2,1 % del charqui de camélido contra 4 % del charqui de bovino; cenizas, 4,5 % del charqui de camélido contra 8 % del charqui de bovino y extracto no nitrogenado, 6,9 % del charqui de camélido contra 1 % del charqui de bovino.